# Tenuipalpus ombrensis
Tenuipalpus ombrensis är en spindeldjursart som beskrevs av Meyer 1993. Tenuipalpus ombrensis ingår i släktet Tenuipalpus och familjen Tenuipalpidae. Inga underarter finns listade i Catalogue of Life.